# ディリープ・クマール
ディリープ・クマール（Dilip Kumar、1922年12月11日 - 2021年7月7日）は、インドのヒンディー語映画で活動した俳優。メソッド俳優のパイオニアとして知られ、1940年代後半から1960年代にかけてのインド映画界において最も人気を博した俳優で、「演技の帝王(Abhinay Samrat)」と称された。彼は50年以上のキャリアの中で60本近い映画に出演し、フィルムフェア賞 主演男優賞の最多受賞者であり、また最初の受賞者でもある。出演作品の80%が興行的な成功を収めており、複数の興行記録も保持している。長年の映画界への貢献から、インド政府からパドマ・ブーシャン勲章、パドマ・ヴィブーシャン勲章、ダーダーサーヘブ・パールケー賞を授与されており、パキスタン政府からもパキスタン一等勲章を授与されている。
1944年に『Jwar Bhata』で俳優デビューし、1947年に出演した『Jugnu』で初めて興行的な成功を収めた。その後、1940年代から1960年代にかけて『Andaz』『アーン』『Daag』『Insaniyat』『Azaad』『新世代』『Madhumati』『Paigham』『Kohinoor』『偉大なるムガル帝国』『Gunga Jumna』『Ram Aur Shyam』などのヒット作に出演した。しかし、1970年代に出演した『Dastaan』『Sagina』『Bairaag』が興行的に失敗するなどヒット作に恵まれず、1976年から1981年までの5年間は映画界から遠ざかり、1981年に『Kranti』で復帰した。その後は『Vidhaata』『Shakti』『Karma』『Saudagar』に出演して老人役を演じたが、引退作となった『Qila』は興行的な失敗作で終わっている。引退後は政治家に転身し、2000年から2006年にかけて上院議員を務めた。

## 生涯

### 生い立ち

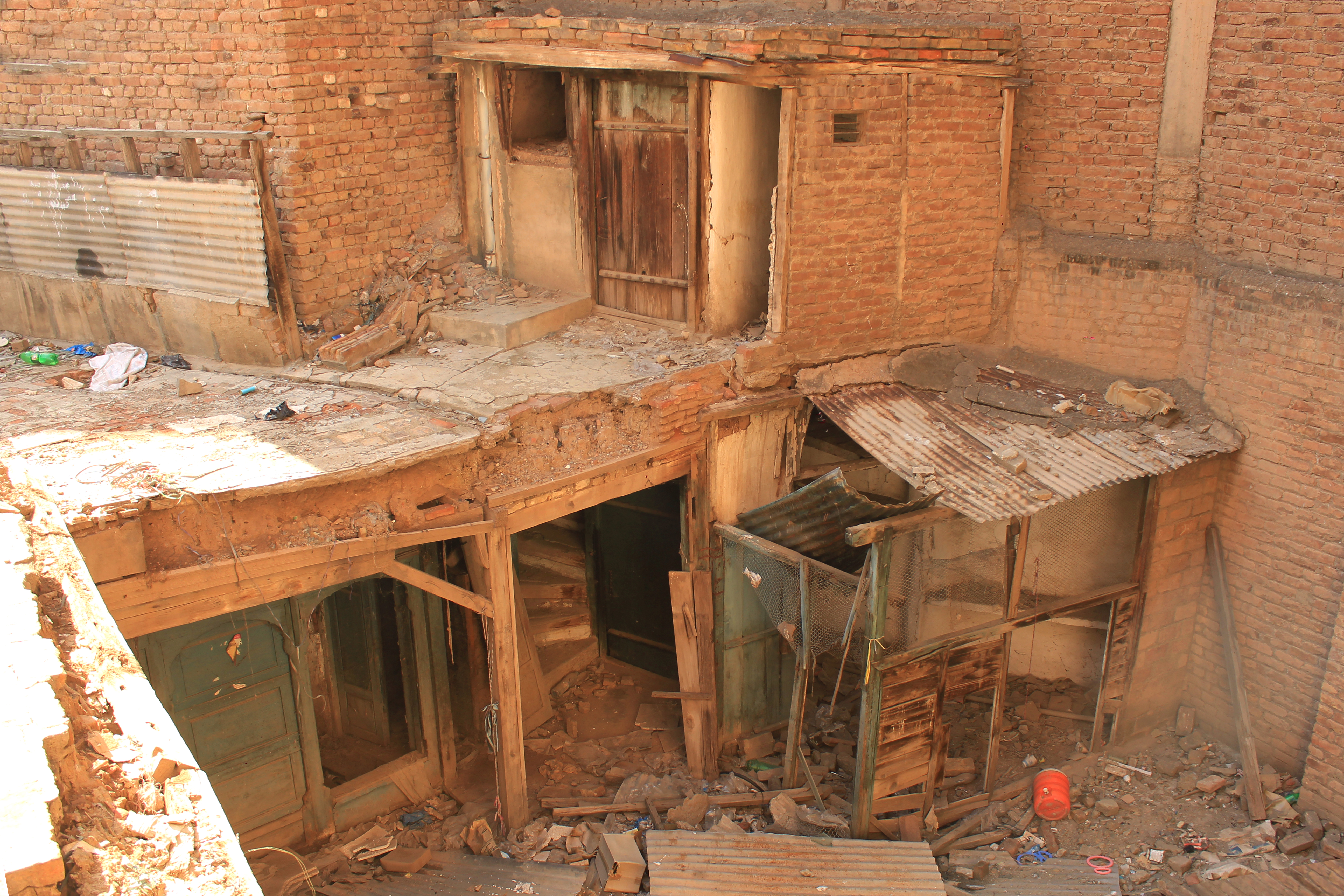
ペシャーワルにあるディリープ・クマールの家。2014年にパキスタンの国家遺産に指定された。

1922年12月11日、イギリス領インド帝国北西辺境州ペシャーワルのキッサ・クワニ・バザールで暮らすアワン・ヒンドコワン・ムスリムの家庭に生まれ、「ムハンマド・ユースフ・カーン(Muhammad Yusuf Khan)」と名付けられた。両親は果物商を営むララ・グラム・サルワール・アリー・カーン（Lala Ghulam Sarwar Ali Khan、1890年-1950年）とアーイシャー・ベーグム（Ayesha Begum、1897年-1948年）で、ムハンマドは12人兄弟の一人として生まれた。
ムハンマドは父の果樹園があるデオラリのバーンズ・スクールで教育を受け、ペシャーワルでは近所に住む友人ラージ・カプールと親交を重ねながら成長した。1940年にプネーに移住してドライフルーツ店と食堂を開業し、1947年にインド・パキスタンが分離した際にはボンベイに留まり、インドで暮らすことを選択した。

### キャリア

#### 1940年代
1944年に『Jwar Bhata』で俳優デビューし、この時から「ディリープ・クマール(Dilip Kumar)」の芸名を名乗るようになった。芸名について、ディリープ・クマールは自伝『Dilip Kumar: The Substance and the Shadow』の中で、「『Jwar Bhata』のプロデューサーの一人だったデーヴィカー・ラーニーから名付けられた」と記している。また、1970年には「当時、世間の映画に対するイメージが悪かったこともあり、父が俳優になることを反対していたため、父を恐れてこの芸名を名乗るようにした」とも語っている。同作は大きな注目は集めず、さらに2本の映画に出演するが興行的に失敗し、1947年にヌール・ジェハーンと共演した『Jugnu』でようやく興行的な成功を収めた。続いて1948年に出演した『Shaheed』『Mela』も興行的な成功を収め、両作とも同年のヒンディー語映画興行成績の上位作品となった。
1949年にメーブーブ・カーンの『Andaz』でラージ・カプール、ナルギスと共演して興行的な成功を収め、俳優としてブレイクした。同作はヒンディー語映画歴代興行成績の最高記録を更新したが、翌月に公開されたラージ・カプール主演の『Barsaat』に記録を破られている。翌1949年に出演した『Shabnam』も興行的な成功を収めている。

#### 1950年代
1950年代はディリープ・クマールにとって最も成功を収めた時期であり、『Jogan』『Babul』『Deedar』『Tarana』『Daag』『アーン』『Uran Khatola』『Insaniyat』『デーヴダース』『新世代』『Yahudi』『Paigham』などのヒット作に恵まれた。これらの作品ではヴィジャヤンティマーラー、マドゥバーラー、ナルギス、ニンミー、ミーナー・クマーリー、カミニ・コウシャルと共演して人気を集め、ラージ・カプールやデーヴ・アーナンドと共にヒンディー語映画の黄金時代を支えるスター俳優となった。3人が共演する映画はないが、『Andaz』でラージ・カプールと、『Insaniyat』でデーヴ・アーナンドとそれぞれ共演している。
ディリープ・クマールは出演したいくつかの作品における役柄から「悲劇王(Tragedy King)」と称されているが、悲劇的な役を多く演じたことで鬱病に悩まされるようになり、精神科医の提案で明るい役柄も演じるようになった。1952年に出演した『アーン』はキャリアの中で初めて明るい役柄を演じた作品であり、同作はインド映画で初めて国外上映され、ロンドンでプレミア上映が行われた。『アーン』は当時のインド国内及び海外市場で歴代最高額の興行収入を記録している。1955年に出演した『Azaad』では泥棒役を演じ、こちらも興行的な成功を収めた。1957年にはリシケーシュ・ムカルジーのアンソロジー映画『Musafir』に出演し、ラタ・マンゲシュカルと共にプレイバックシンガーを務めている。
彼はこの時期に、キャラクターが発した台詞に無数の表現や意味を持たせる特徴的な演技手法を確立した。また、『Daag』で初めてフィルムフェア賞 主演男優賞を受賞し、キャリアを通して合計8回主演男優賞を受賞している。さらに1950年代に出演した21本のうち9本が、1950年代のヒンディー語映画興行成績トップ30入りを果たしており、同時にディリープ・クマールは映画1本当たりの出演料が15万ルピー（2024年換算で6億ルピー）を超えた最初のインド人俳優となった。

#### 1960年代

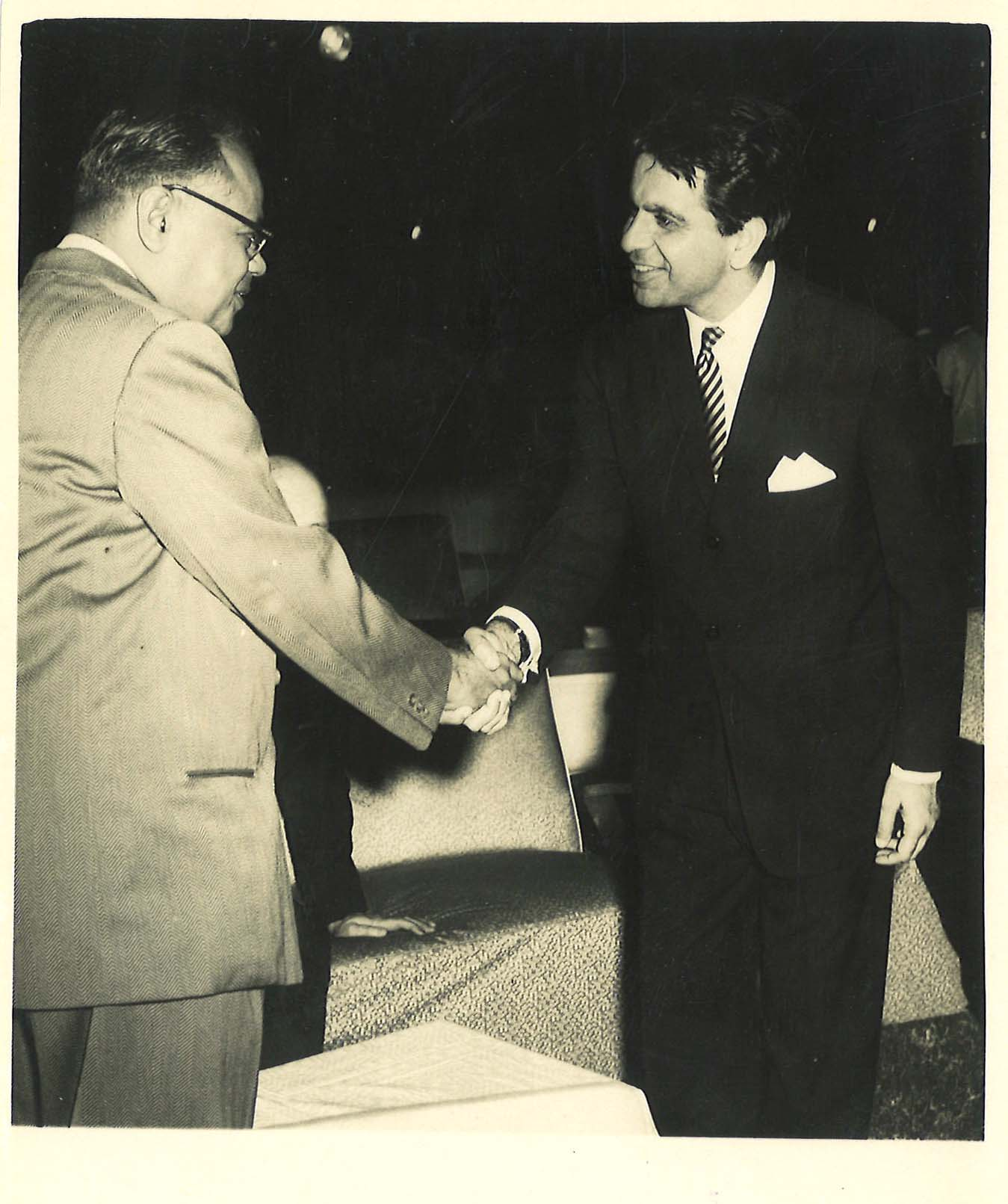
チュニラール・マディアと面会するディリープ・クマール

1960年に出演したK・アーシフの『偉大なるムガル帝国』でサリーム王子役を演じ、同作は『炎』に抜かれるまでの15年間、インド映画史上最高額の興行収入を記録する映画の地位を維持した。『偉大なるムガル帝国』は製作に10年以上の歳月をかけ、2曲の歌曲シーンとクライマックスシーンはカラー映像で撮影された。公開から44年後の2004年には全編カラー映像処理された状態で再上映され、再び興行的な成功を収めている。同年には『Kohinoor』にも出演し、こちらも興行的な成功を収めた。
1961年に『Gunga Jumna』で脚本・製作・主演を務め、弟ナシール・カーンと共演した。同作の製作にはディリープ・クマールの映画会社シティズン・フィルムズが参加しており、興行的な成功を収めたものの、これ以降の作品で彼が製作を務めることはなかった。また、ニティン・ボースが監督を務めたものの、実際にはディリープ・クマールが事実上の監督として撮影全般に関わっており、共演者ヴィジャヤンティマーラーが着るサリーの色にいたるまで彼が指示を出していたという。同作は高い評価を受け、国家映画賞 第2位ヒンディー語長編映画賞、ボストン国際映画祭 ポール・リビア賞、チェコスロバキア芸術アカデミー特別名誉賞、カルロヴィ・ヴァリ国際映画祭特別賞を受賞している。
1962年にはデヴィッド・リーンから『アラビアのロレンス』のシャリーフ・アリ役の出演依頼を受けたが、出演を辞退している。ディリープ・クマールが出演を辞退したため、アリ役はエジプト人俳優のオマル・シャリーフが起用されたが、彼はこれについて「オマル・シャリーフは、私が演じるよりもずっと上手く役を演じていたと思う」と自伝の中で語っている。また、これとは別にデヴィッド・リーンが企画していた『Taj Mahal』でエリザベス・テイラーの相手役として候補に挙がっていたが、こちらは企画が白紙となったため共演は実現しなかった。
3年間の休止期間を経て1964年に脚本・主演を務めた『Leader』は興行的には振るわず、1966年に出演した『Dil Diya Dard Liya』はキャリアの中で10年振りとなる大失敗に終わっている。同作は『嵐が丘』を原作としており、ディリープ・クマールが監督を務めたと言われているが、最終的にはアブドゥル・ラシッド・カルダールが監督としてクレジットされている。1967年には『Ram Aur Shyam』で生き別れた双子の役を演じて興行的な成功を収め、1968年にマノージュ・クマールと共演した『Aadmi』は平均的な興行成績に終わっている。同年には『Sunghursh』にも出演したが、こちらも興行的には失敗に終わっている。

#### 1970年代
1970年に出演した『Gopi』では妻サイラー・バーヌと初めて共演し、興行的な成功を収めた。同年4月には『Sagina Mahato』でも彼女と共演し、同作はディリープ・クマールが出演した唯一のベンガル語映画となった。1972年に出演した『Dastaan』では再び双子の役を演じたが、同作は興行的な失敗作となり、彼のキャリアは次第に下降気味となっていった。1974年は『Sagina Mahato』をリメイクした『Sagina』も興行的に失敗し、1976年に出演した『Bairaag』では父親と双子の息子役の三役を演じている。三役を演じたディリープ・クマールの演技は高い評価を得たものの、興行的には失敗作となった。1970年代に入るとラージェーシュ・カンナー、アミターブ・バッチャン、サンジーヴ・クマールなどの若手俳優が台頭したことで出演依頼が激減し、ディリープ・クマールは1976年から1981年までの5年間、映画に出演する機会を得られなかった。

#### 1980年代

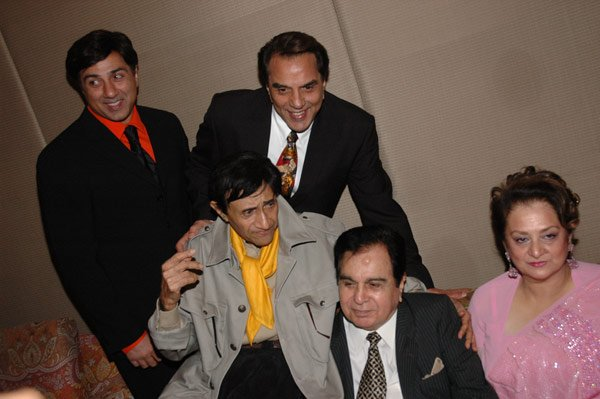
『Apne』オーディオリリース・イベントに出席するディリープ・クマール、サイラー・バーヌ、デーヴ・アーナンド、ジーテンドラ、サニー・デーオール

1981年に『Kranti』で5年振りに映画に出演し、興行的な成功を収めた。同作ではマノージュ・クマール、シャシ・クマール、ヘマ・マリニ、シャトルガン・シンハーと共演し、ディリープ・クマールはイギリスの植民地支配に抵抗する独立運動家役を演じている。『Kranti』出演以降、彼は『Vidhaata』『Shakti』『Duniya』などに出演し、「怒れる老人」の役柄を演じた。スバーシュ・ガイの『Vidhaata』ではサンジャイ・ダット、サンジーヴ・クマール、シャンミー・カプールと共演し、1982年公開のヒンディー語映画年間興行成績第1位にランクインした。ラメーシュ・シッピーの『Shakti』ではアミターブ・バッチャンと共演し、興行成績は平均的だったものの、ディリープ・クマールの演技は絶賛され、フィルムフェア賞主演男優賞を受賞している。1984年はヤシュ・チョープラーの『Mashaal』ではアニル・カプールと共演し、興行的には失敗したものの、演技は高い評価を受けた。このほか、『Duniya』ではリシ・カプール、『Dharm Adhikari』ではジーテンドラと共演している。1986年に出演した『Karma』ではヌータンと共演している。彼女とは1950年代に製作された『Shikwa』で共演していたが、同作がお蔵入りとなっているため、『Karma』が劇場公開された作品としての初共演作となった。1989年には『Kanoon Apna Apna』で再びヌータン、サンジャイ・ダットと共演している。

#### 1990年代
1990年は『Izzatdaar』でゴーヴィンダーと共演し、1991年には『Saudagar』でラージ・クマールと共演した。ラージ・クマールとの共演は、1959年の『Paigham』以来2作目であり、『Saudagar』はディリープ・クマールにとって興行的な成功を収めた最後の出演作となった。1994年には長年の映画界への貢献が認められ、フィルムフェア賞 生涯功労賞を受賞した。
1991年に『Izzatdaar』のプロデューサーを務めたスダカール・ボカデが新作映画『Kalinga』の製作を発表し、ディリープ・クマールが監督に起用された。同作ではディリープ・クマールが主演も兼ね、主要キャストとしてラージ・バッバル、ラージ・キラン、アミトージュ・マーン、ミーナクシ・セシャドリが起用された。製作は数年間延期された後、1996年に企画が中止されたが、この時点で映画全体の70%の撮影が完了していた。1998年に出演した『Qila』では殺害された悪徳地主と、事件の謎を暴こうとする兄の二役を演じた。同作は興行的な失敗作となり、これがディリープ・クマールにとって最後の出演作となった。

#### 2000年代

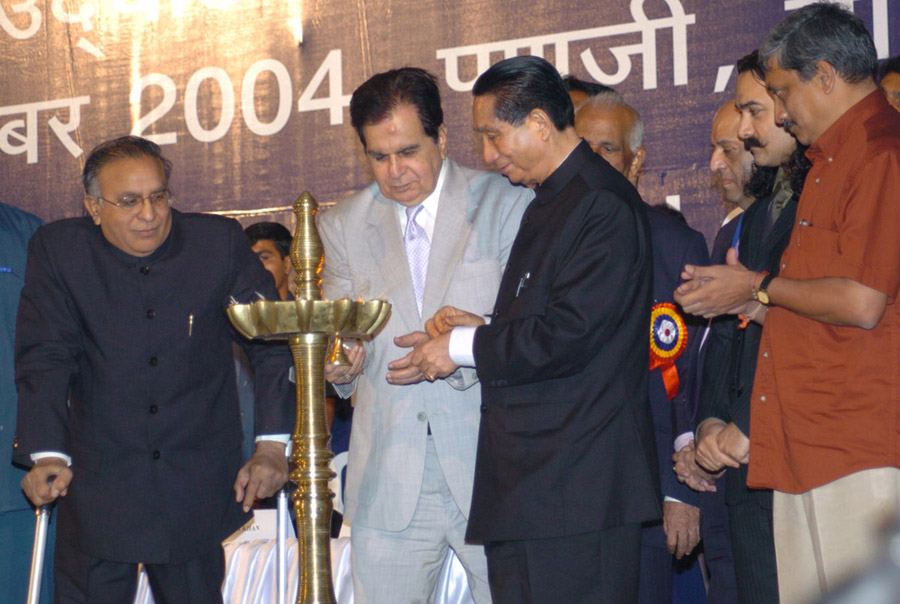
第35回インド国際映画祭開幕式に出席するディリープ・クマール

2001年にアジャイ・デーヴガン、プリヤンカー・チョープラー主演の『Asar – The Impact』に出演することが発表されたが、ディリープ・クマールの健康状態が悪化したこともあり製作は中止された。また、スバーシュ・ガイの『Mother Land』ではアミターブ・バッチャン、シャー・ルク・カーンと共演することが決まっていたが、こちらもシャー・ルク・カーンが降板したことで製作が中止されている。2004年と2008年にはフルカラー化された『偉大なるムガル帝国』と『新世代』がそれぞれ再上映され、2013年にはディリープ・クマールの初監督作品となる『Aag Ka Dariya』が公開予定だったが、こちらは未公開のままお蔵入り状態となっている。
2000年から2006年にかけて上院議員（インド国民会議所属、マハーラーシュトラ州選出）を務め、在任中は国会議員地域開発スキームを活用してバンドラにあるカステッラ・デ・アグアダのバンドスタンド・プロムナードと庭園の整備に尽力した。

### 死去

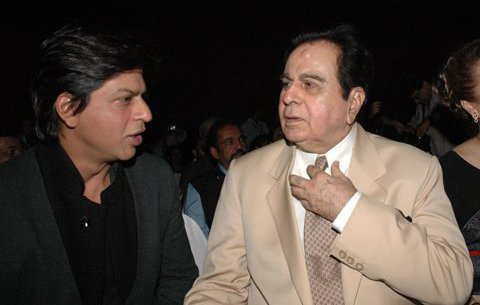
ディリープ・クマールとシャー・ルク・カーン

2021年7月7日午前7時30分、病気療養で入院中だったムンバイのP・D・ヒンドゥージャ国立病院・医学研究所で死去した。高齢だったディリープ・クマールは前立腺癌など複数の病気を抱えており、死因は胸水と発表された。彼の死去に際して、マハーラーシュトラ州政府はディリープ・クマールの州葬を執り行うことを決定し、同日午後5時にジュフーのムスリム墓地に埋葬された。
ディリープ・クマールの死去に際し、インド首相ナレンドラ・モディは「クマールは映画界の伝説として私たちの記憶に残り続けるでしょう」、インド大統領ラーム・ナート・コーヴィンドは「彼はインド亜大陸の全域で愛される存在でした」とそれぞれ哀悼の意を表した。また、パキスタン首相イムラン・カーンも哀悼の意を表し、ディリープ・クマールがシャウカト・カヌム記念癌病院・研究所創設のための資金集めに尽力したことを称え、このほかに元アフガニスタン大統領ハーミド・カルザイ、バングラデシュ首相シェイク・ハシナもディリープ・クマールと彼の家族に対して哀悼の意を表している。

## 私生活

### 女性関係
ディリープ・クマールは、1951年公開の『Tarana』でマドゥバーラーと共演し、同作の撮影期間中に交際関係に発展した。二人の関係は7年間続いたが、『新世代』の出演を巡る裁判で、彼がB・R・チョープラーの味方をしてマドゥバーラー父娘に不利な証言をしたことをきっかけに破局したといわれており、1960年公開の『偉大なるムガル帝国』を最後に二人が共演することはなくなった。彼は自伝の中でマドゥバーラーとの関係について「当時の新聞や雑誌の報道通り、私はマドゥバーラーと愛し合っていたのでしょうか?この問いかけに対して、当事者である私の回答として、魅力的な共演者として、また、その当時の年齢と時代を生きる女性に求めていた特徴のいくつかを持ち合わせていた個人として、彼女に惹かれていたことを認めざるを得ません……先ほども言ったとおり、彼女はとても活発で明るい女性で、私を内気で引っ込み思案な場所から難なく引っ張り出してくれたのです」と語っている。また、世間の認識と異なり、マドゥバーラーの父アタウッラー・カーンは二人の結婚には反対しておらず、結婚をビジネスに利用しようとしたことで折り合いが悪くなったと振り返っている。
1950年代にはゴシップ誌からヴィジャヤンティマーラーとの交際が報じられるようになった。彼女はディリープ・クマールのキャリアの中で最も多く共演した女優であり、彼女との共演作品は度々批評家から絶賛された。1961年公開の『Gunga Jumna』では、ディリープ・クマールは彼女がシーンごとに着るサリーの種類や色合いをすべて指示していたという。

### 家族・人物

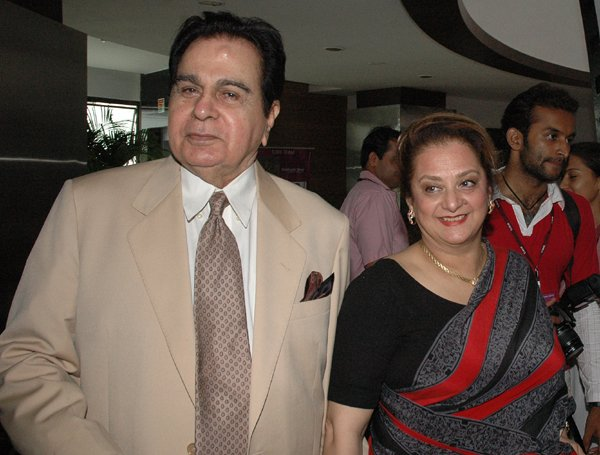
ディリープ・クマール、サイラー・バーヌ夫妻

1966年に22歳年下のサイラー・バーヌと結婚した。1981年にはハイデラバード社交界の名士アスラ・ラフマーンを第2夫人に迎えるが、1983年1月に離婚している。サイラー・バーヌとはバンドラで暮らしていたが、夫婦の間には子供はいなかった。ディリープ・クマールは自伝の中で、1972年に彼女が妊娠したものの合併症を発症し、流産したことを明かしている。二人はこれを「神の意志」であると信じ、その後は子供を作ろうとはしなかったという。
弟のナシール・カーンは俳優として兄ディリープと共に映画界で活動していた。彼のほかにアスラム・カーン（1932年-2020年）、イフサーン・カーン（1930年-2020年）という二人の弟がいたが、2020年に新型コロナウイルス感染症に感染して死去している。
ディリープ・クマールは母語のヒンドコ語のほかにウルドゥー語、ヒンディー語、パシュトー語、パンジャーブ語、マラーティー語、英語、ベンガル語、グジャラート語、ペルシア語、ボージュプリー語、アワディー語に堪能だった。また、音楽の愛好家としても知られ、演技のためにシタールの演奏技術を学んでいた。このほかにクリケットも好み、チャリティー目的の親善試合ではチームリーダーを務めてラージ・カプール率いるチームと対戦している。ラージ・カプールとはペシャーワルで暮らしていたころからの友人で、ボンベイに移住した後もカプール家とは親密な関係だった。

## 評価

### 演技

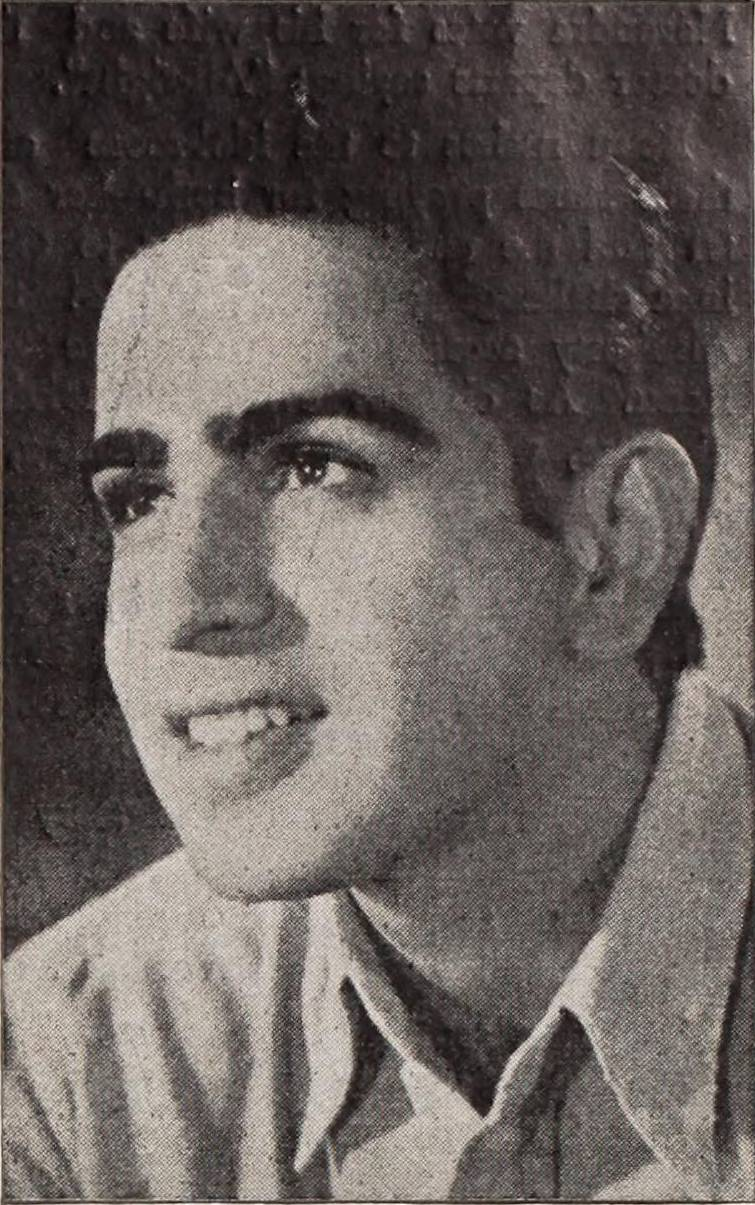
ディリープ・クマール

ディリープ・クマールはインド映画史上、そして映画史上において最も偉大で影響力のある俳優の一人に挙げられている。彼はメソッド演技法のパイオニアであり、マーロン・ブランドなどのハリウッド俳優に先駆けて演技法を会得していた。彼の演技スタイルは同世代や次世代の多くのインド俳優に影響を与えており、影響を受けた俳優としてバルラージ・サーヘニー、マノージュ・クマール、ダルメンドラ、アミターブ・バッチャン、シャー・ルク・カーン、カマル・ハーサン、マンムーティ、アーミル・カーン、ナシールッディーン・シャー、ナワーズッディーン・シッディーキーなどがいる。彼は演技学校の通学経験なしに独自のメソッド演技法を作り出し、仕事を共にした経験のないサタジット・レイからも「究極のメソッド俳優(the ultimate method actor)」と才能を絶賛されている。
また、大衆からは「演技の帝王(Abhinay Samrat)」と称され、メディアからは初期の出演作品で演じたドラマティックな役柄から「悲劇王(Tragedy King)」とも称されており、後世には「最初のカーン(The First Khan)」とも称されている。このほか、「インド映画界のコ・イ・ヌール(The Kohinoor of Indian cinema)」とも称されている。ディリープ・クマールは1950年代から1960年代にかけてインド映画最大のスター俳優であり、国民的アイコンとしても知られ、当時のインド映画界で最も出演料が高額な俳優だった。また、彼が活動した時代は「ヒンディー語映画の黄金時代」と呼ばれる時期と重なっており、彼は同時代の映画界において重要な役割を果たしたと評されている。映画史家のマイティリ・ラーオは、「彼はヒンディー語映画史のど真ん中で、まるで山のように君臨し、前時代の人々の存在を霞ませ、同時代の人々を小さな存在にしている」とディリープ・クマールの功績を称えている。後世の人々からは「インド映画初のスーパースター(The First Superstar of Indian cinema)」と称されている。彼はインド映画史上最も尊敬を集める俳優の一人であり、インド亜大陸や世界中の南アジア系ディアスポラから高い人気を集めている。2013年にインド映画100周年を記念して『フィルムフェア』が実施したアンケートで、ディリープ・クマールは「インド映画史上最大のスーパースター」に選出されている。
2020年時点で、ディリープ・クマールは出演作品の80%が興行的な成功を収めており、ヒンディー語映画で最も成功した俳優に位置付けられている。彼は1947年から1965年にかけてBox Office Indiaのトップ俳優リストに19回ランクインしており、このうち1948年から1963年にかけての16回が第1位としてのランクインだった。彼の主演作の大半は重苦しいテーマを扱った非商業的性質の映画だったにもかかわらず興行的な成功を収めているが、これは観客の多くがディリープ・クマールの演技を見るためだけに劇場に来ていたためであり、ほかの俳優には見られない傾向だった。この傾向は1940年代後半から1950年代前半にかけて顕著であり、この時期から彼は役柄から「悲劇王」と呼ばれるようになった。黄金時代最後の主演作となった『Bairaag』について、『ザ・ヒンドゥー』は「25年以上もの間、ディリープ・クマールは興行王として君臨した。彼の名前は成功の証だったが、それは公開当時だけではなく、再上映の時でさえ、同時代の監督たちの新作映画よりも高い興行収入を記録した」と批評している。また、リシケーシュ・ムカルジーは彼について「当時の俳優の中で最高の存在だった。彼の映画のすべてに観客を夢中にさせる要素があり、まさに彼はワンマン・インダストリーの存在だった」と評している。
キャリアの後半では成熟した老人役を演じ、こちらでも興行的な成功を収めており、Box Office Indiaは「これは彼の輝かしいキャリアの中で、ほかの俳優たちとは一線を画す部分であり、性格俳優としてこれほどの成功を収めた俳優はいないだろう」と評している。また、イルファーン・カーンは「現在にいたるまで、これほどまでに人々の心に影響を与えた俳優はいないでしょう。彼の作り出した俳優とスターという組み合わせは、彼の登場以前にはないものでした。まさに、彼に始まり、彼に終わったのです。彼のキャリア、仕事のスタイル、ライフスタイル、出演作の選択など、間違った見本は存在しない。彼は真の伝説でした。最近は伝説という言葉が漫然と使われていますが、私は彼こそが伝説と呼ぶに相応しい唯一の存在だと強く信じています」と語っている。

### 表彰
ディリープ・クマールはラージ・カプール、デーヴ・アーナンドと共に1950年代から1960年代にかけて独自の演技スタイルで活躍し、「ゴールデン・トリオ(the golden trio)」と称された Kumar was the biggest Indian star of this era,。彼は同時代の俳優の中で最大のスター俳優であり、二枚目俳優として大衆の憧れの存在だった。また、彼はこの時代に最も高い収入を得た俳優でもあった。1947年から2010年代後半まで、ディリープ・クマールは各年の最高興行収入を記録した映画の最多出演記録（9本）を持つ俳優であり、この記録は2010年にサルマーン・カーン（10本）に抜かれるまで保持していた。しかし、2019年のBox Office Indiaの発表によると、1991年の最高興行収入を記録した映画はサルマーン・カーン主演の『サージャン/愛しい人』ではなくディリープ・クマール主演の『Saudagar』であり、彼は再び最多記録保持者に返り咲いた。彼は1947年から1961年にかけて1本以上のヒット作を送り出した唯一の俳優であり、1952年から1965年にかけて1本も失敗作を出さなかった。また、歴代興行成績トップ10作品のうち、出演作品が4本（『新世代』『偉大なるムガル帝国』『Gunga Jumna』『Kranti』）ランクインしており、出演作が複数ランクインしている唯一の俳優でもある。
キャリアの中でフィルムフェア賞主演男優賞を8回受賞（19回ノミネート）という最多記録を有しており、1993年にはフィルムフェア賞生涯功労賞を受賞している。また、第50回フィルムフェア賞ではフィルムフェア賞創設50周年を記念してラタ・マンゲシュカル、ノウシャードと共にフィルムフェア賞 特別賞を受賞している。1980年には名誉職のムンバイ保安官に任命され、インド政府からは長年の映画界への貢献を認められパドマ・ブーシャン勲章（1991年）、ダーダーサーヘブ・パールケー賞（1995年）、パドマ・ヴィブーシャン勲章（2015年）を授与された。このほか、1997年にアーンドラ・プラデーシュ州政府からNTRナショナル・アワード、2009年にCNN-IBNから生涯功労賞、2015年にマディヤ・プラデーシュ州政府からキショール・クマール賞を授与されている。2011年にはRediff.comのアンケートで「史上最も偉大なインド俳優」に選出され、「最も多くのフィルムフェア賞を受賞したインド人俳優」としてギネス世界記録にも登録されており、97歳の誕生日に際して「インド映画への比類なき貢献と社会活動」を表彰された。
1998年にはパキスタン政府からパキスタン一等勲章を授与された。これに対してマハーラーシュトラ州を拠点にするシヴ・セーナーは受賞に抗議する声明を発表してディリープ・クマールの愛国心に疑問を呈したが、1999年にインド首相アタル・ビハーリー・ヴァージペーイーと協議した結果、「映画スターのディリープ・クマールの愛国心と国家に対する献身に疑いの余地はない」として勲章の保持が認められた。この騒動について、ディリープ・クマールは自伝の中で「勲章を返せばインド・パキスタンの二国間関係が悪化し、さらに険悪な雰囲気を生み出すだけだったでしょう」と語っている。彼が生前バーラト・ラトナ賞を受賞できなかったのは、この騒動が原因だといわれている。